# Jungholz
Jungholz ist eine Tiroler Gemeinde der Region Tannheimer Tal im Bezirk Reutte in Österreich mit einer Fläche von 7 km² und 311 Einwohnern (Stand 1. Jänner 2024) und ein Dorf, dessen Ortszentrum auf einer Höhe von 1054 m ü. A. liegt. Die Gemeinde liegt im Gerichtsbezirk Reutte. Da sie fast vollständig von deutschem Gebiet umgeben ist, bezeichnen die Einheimischen ihren Ort auch als „ein Stück Tirol im Allgäu“.

## Geografie
Das Gemeindegebiet ist ringsum von Bayern umgeben und nur über deutsches Staatsgebiet, über die deutsche Queralpenstraße von Oberjoch über Wertach, vom übrigen Tirol in Österreich erreichbar. (Da das Gebiet nur über einen Punkt ohne Ausdehnung mit dem Kernland verbunden ist, ist selbst eine Verbindung mit Hubschraubern nur über deutsches Hoheitsgebiet möglich.) Lediglich in einem Punkt nahe dem 1636 m hohen Gipfel des Sorgschrofens ist es mit dem übrigen Land Tirol verbunden. Dadurch bildet es eine funktionale Exklave.

### Gemeindegliederung
Die Gemeinde besteht neben dem Dorf Jungholz aus den Dörfern Gießenschwand, Langenschwand, Obere Höfen und Untere Höfen, dem Weiler Habsbichl sowie den Alpen Stubentalalpe und Älpele. Obere Höfen hieß früher nur Höfen, während Untere Höfen als Höfle bezeichnet wurde.

### Nachbargemeinden
Die Nachbargemeinden von Jungholz mit linienhafter Grenze, also mehr als punktförmiger Berührung, befinden sich alle auf deutschem Staatsgebiet. Es sind dies Bad Hindelang (Südwesten), Wertach (Westen und Norden), Nesselwang (Nordosten) und Pfronten (Osten). An dem Punkt, an dem Jungholz das übrige Tirol am Gipfel des Sorgschrofen berührt, ergibt sich im Süden eine Nachbarschaft zur Gemeinde Schattwald im Tannheimer Tal. Die beiden bundesdeutschen Gemeinden, deren Gebiete sich hier berühren, sind Bad Hindelang (Gemarkung Unterjoch) westlich und Pfronten (Gemarkung Steinachpfronten) östlich des Grenzpunktes.

## Geschichte
Erste urkundliche Erwähnung fand ain guet gehaissen das Junkhholz in einem Kaufvertrag zwischen einem Bewohner von Wertach (Hermann Häselin) und einem aus dem Tannheimer Tal (Heinz Lochpühler), der am 24. Juni 1342 abgeschlossen wurde. Dadurch kam das Gebiet von Bayern zu Tirol und verblieb dort trotz mehrerer Grenzstreitigkeiten. Die endgültige Festlegung der Grenzen zwischen dem Königreich Bayern und dem Kaisertum Österreich erfolgte durch den Grenzvertrag von 1844 sowie durch einen weiteren Vertrag von 1850.

### Zollanschlussgebiet
Durch den Zollvertrag vom 3. Mai 1868 wurde die Gemeinde wirtschaftlich an das Königreich Bayern angebunden.
Aufgrund ihrer geografischen Lage ist die Gemeinde (wie auch das Kleinwalsertal) Zollanschlussgebiet der Bundesrepublik Deutschland mit einer deutschen (87491) und einer österreichischen Postleitzahl (6691). Im Jahr 2006 wollte die Österreichische Post die deutschen Postleitzahlen für Jungholz und das Kleinwalsertal nicht mehr akzeptieren, ließ sie aber nach Protesten der Bevölkerung weiter zu. Für Sendungen gelten die österreichischen Tarife, auch das Auslandsporto für Post in die benachbarten Gemeinden in Bayern. Die Telefonvorwahl der deutschen Telekom (08365 – gleich wie Wertach in Deutschland) wurde abgeschaltet, sodass der Ort nur noch über die österreichische Telefonvorwahl erreichbar ist.
Die besondere geografische Lage bedingt auch den Wohnanteil von je fast 50 % deutschen und österreichischen Staatsbürgern.

### Zugehörigkeit zum Landkreis Sonthofen
Vom 15. Oktober 1938 bis zum 8./9. Mai bzw. 19. September 1945 gehörte Jungholz zum bayerischen Landkreis Sonthofen.

### Bevölkerungsentwicklung
| Jungholz: Einwohnerzahlen von 1869 bis 2024         | Jungholz: Einwohnerzahlen von 1869 bis 2024 | Jungholz: Einwohnerzahlen von 1869 bis 2024 | Jungholz: Einwohnerzahlen von 1869 bis 2024 | Jungholz: Einwohnerzahlen von 1869 bis 2024 |
| --------------------------------------------------- | ------------------------------------------- | ------------------------------------------- | ------------------------------------------- | ------------------------------------------- |
| Jahr                                                |                                             |                                             |                                             | Einwohner                                   |
| 1869                                                | 1869                                        |                                             | 223                                         | 223                                         |
| 1880                                                | 1880                                        |                                             | 218                                         | 218                                         |
| 1890                                                | 1890                                        |                                             | 204                                         | 204                                         |
| 1900                                                | 1900                                        |                                             | 201                                         | 201                                         |
| 1910                                                | 1910                                        |                                             | 210                                         | 210                                         |
| 1923                                                | 1923                                        |                                             | 202                                         | 202                                         |
| 1934                                                | 1934                                        |                                             | 188                                         | 188                                         |
| 1939                                                | 1939                                        |                                             | 205                                         | 205                                         |
| 1951                                                | 1951                                        |                                             | 252                                         | 252                                         |
| 1961                                                | 1961                                        |                                             | 308                                         | 308                                         |
| 1971                                                | 1971                                        |                                             | 253                                         | 253                                         |
| 1981                                                | 1981                                        |                                             | 274                                         | 274                                         |
| 1991                                                | 1991                                        |                                             | 345                                         | 345                                         |
| 2001                                                | 2001                                        |                                             | 316                                         | 316                                         |
| 2011                                                | 2011                                        |                                             | 293                                         | 293                                         |
| 2021                                                | 2021                                        |                                             | 292                                         | 292                                         |
| 2024                                                | 2024                                        |                                             | 311                                         | 311                                         |
| Quelle(n): Statistik Austria, Gebietsstand 1.1.2021 |                                             |                                             |                                             |                                             |

## Kultur und Sehenswürdigkeiten

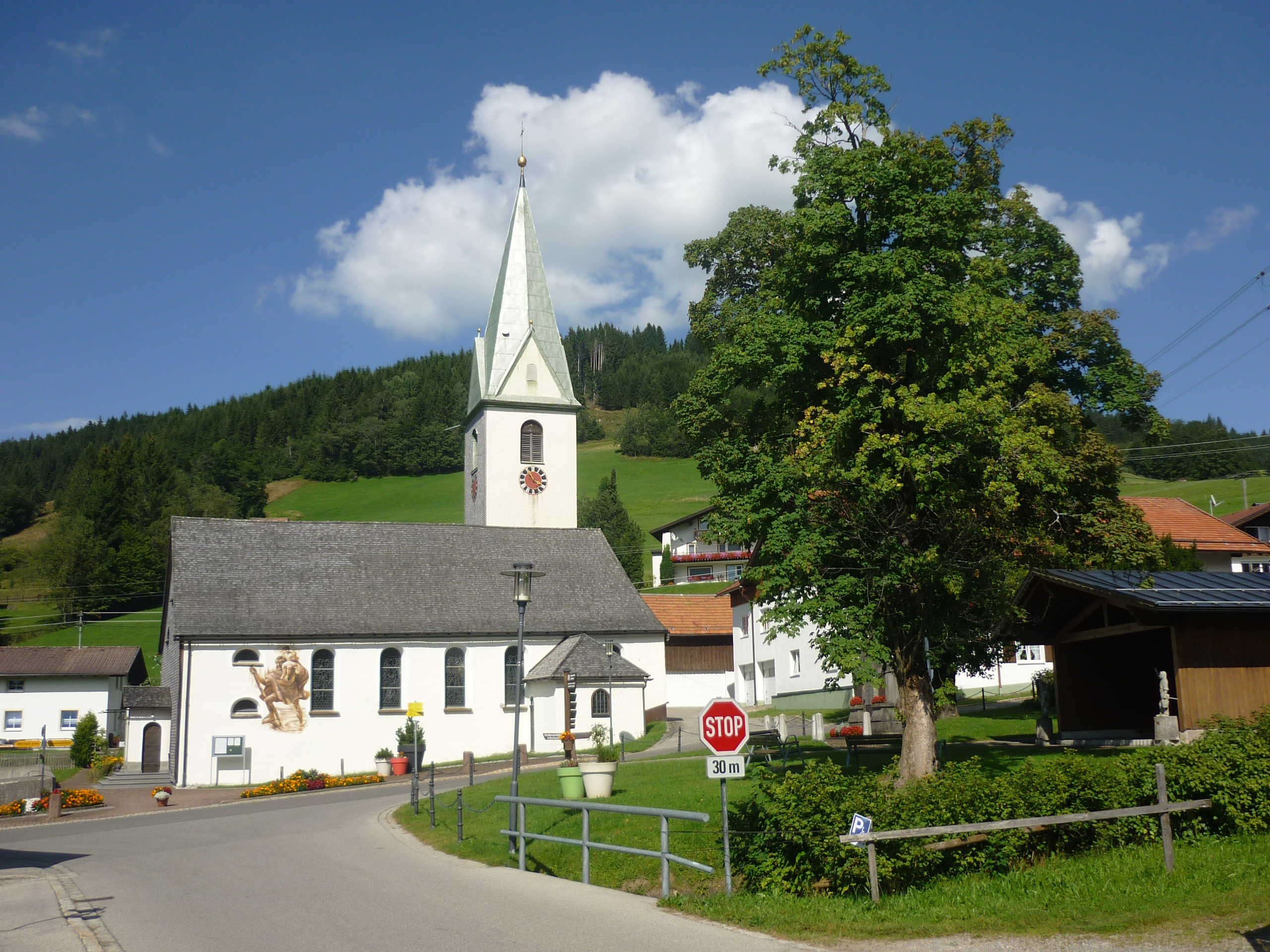
Pfarrkirche Jungholz

- Katholische Pfarrkirche Jungholz Unsere Liebe Frau Mariä Namen
- Kriegerdenkmal bei der Pfarrkirche
- Ortskapelle Langenschwand Hll. Peter und Paul
- Ortskapelle Giesenschwand hl. Antonius
- Kräutergarten hinter der Pfarrkirche

## Wirtschaft und Infrastruktur
In Jungholz war bis zur Einführung des Euro die Deutsche Mark das offizielle Zahlungsmittel; durch diese Besonderheit war Jungholz lange Jahre ein besonderer Finanzplatz für deutsches Anlagevermögen. Obwohl Jungholz nur weniger als 300 Einwohner hat, befanden sich bis 2015 drei Zweigstellen österreichischer Banken im Ort. Das machte Jungholz zum Ort mit der größten Bankendichte Österreichs. Trotz Zoll- und Währungsunion sowie des Wegfalls der Grenzkontrollen aufgrund des Schengener Abkommens gilt hier weiterhin das österreichische Bankgeheimnis, weshalb nach wie vor Geld aus Deutschland in Jungholz angelegt wird. Im Jahr 2007 stellten deutsche Beamte 100.000 Euro an der Grenze zu Jungholz sicher.
Auch nach der Einführung der EU-Gemeinschaftswährung Euro hat Jungholz als bundesdeutsches Zollanschlussgebiet die deutschen Mehrwertsteuersätze.

### Tourismus
1948 wurde in Jungholz der erste Schlepplift des Bezirks Reutte und gleichzeitig der Region Tannheimer Tal errichtet, womit der Grundstein für den Anstieg des Wintertourismus gelegt wurde. Heuer gibt es 10 Aufstiegshilfen für Skifahrer (7 Liftanlagen, 3 Personenförderbänder). Auch die Anzahl der Gäste in der Sommersaison nahm in den darauffolgenden Jahren immer mehr zu. Die Liftgesellschaft meldete im Juni 2024 Insolvenz an, worauf im Winter 2024/2025 kein Liftbetrieb stattfand. Im April 2025 wurde bekannt, dass eine Mindelheimer Baufirma die Anlagen erworben hat und ab Weihnachten 2025 den Liftbetrieb wieder starten möchte.
Wirtschaftlich von Bedeutung ist auch der zweisaisonale Tourismus. Der Ort betrachtet sich als Teil der beiden Tourismusregionen Allgäu und Tannheimer Tal und konzentriert sich auf den Familientourismus. Jungholz verfügt über ein Freischwimmbad – das Felsenbad, einen Minigolf- und Kinderspielplatz in unmittelbarer Nähe des Schwimmbads. Der kleine Ort ist ein Allgäuer Kräuterdorf und das 1. Tiroler Alpenkräuterdorf. Direkt an der Kirche in Jungholz befindet sich ein großer Kräutergarten. Besucher können auch bei der Herstellung von Kräuterseifen und Kräutersalz mitwirken. Weiters stehen einige abwechslungsreiche Wandertouren zur Verfügung, eine leichte Wanderung ist beispielsweise der Buchstabenweg. Veranstaltungen wie das Maibaumaufstellen, Herz Jesu Feuer, Kräuter- und Handwerkermarkt und der Viehscheid locken jährlich Besucher an.

### Verkehr
Die Straßenverbindungen zum übrigen Tirol führen über Bayern. Die 2,5 km lange L 23 Jungholzer Straße, die an der Grenze in die bayerische Staatsstraße St 2373 übergeht, verbindet Jungholz mit der deutschen Bundesstraße 310. Diese führt vorbei an Unterjoch nach Oberjoch, wo diese in die Bundesstraße 308 mündet, die in das Tannheimer Tal führt.

## Politik

### Gemeinderat
Der Gemeinderat hat 11 Mitglieder:
- Mit den Gemeinderats- und Bürgermeisterwahlen in Tirol 2004 hatte der Gemeinderat folgende Verteilung: 5 ÖVP und 4 Unabhängige. (9 Mitglieder)[12]
- Mit den Gemeinderats- und Bürgermeisterwahlen in Tirol 2010 hatte der Gemeinderat folgende Verteilung: 5 ÖVP und 4 Unabhängige. (9 Mitglieder)[13]
- Mit den Gemeinderats- und Bürgermeisterwahlen in Tirol 2016 hatte der Gemeinderat folgende Verteilung: 11 Wir Jungholzer mit Zukunft.[14]
- Mit den Gemeinderats- und Bürgermeisterwahlen in Tirol 2022 hat der Gemeinderat folgende Verteilung: 11 Gemeinsam für Jungholz[15]

### Bürgermeister
- bis 2016 Bernhard Eggel (ÖVP)
- seit 2016 Karina Konrad

### Wappen
Blasonierung: In Silber ein nach rechts gerichteter Tiroler Adlerflügel, aus dem ein grünblättriger Zweig wächst.
Das 1978 verliehene Gemeindewappen erinnert mit dem Adlerflügel an die Zugehörigkeit zu Tirol. Der aus ihm wachsende grüne Zweig symbolisiert als redendes Wappen den Gemeindenamen.

## Persönlichkeiten
- Bernhard Eggel, Altbürgermeister und Landtagsabgeordneter von 1994 bis 1999[18]
- Tom Paun (* 1952), Kunstmaler